# Obszary chronione w Surinamie

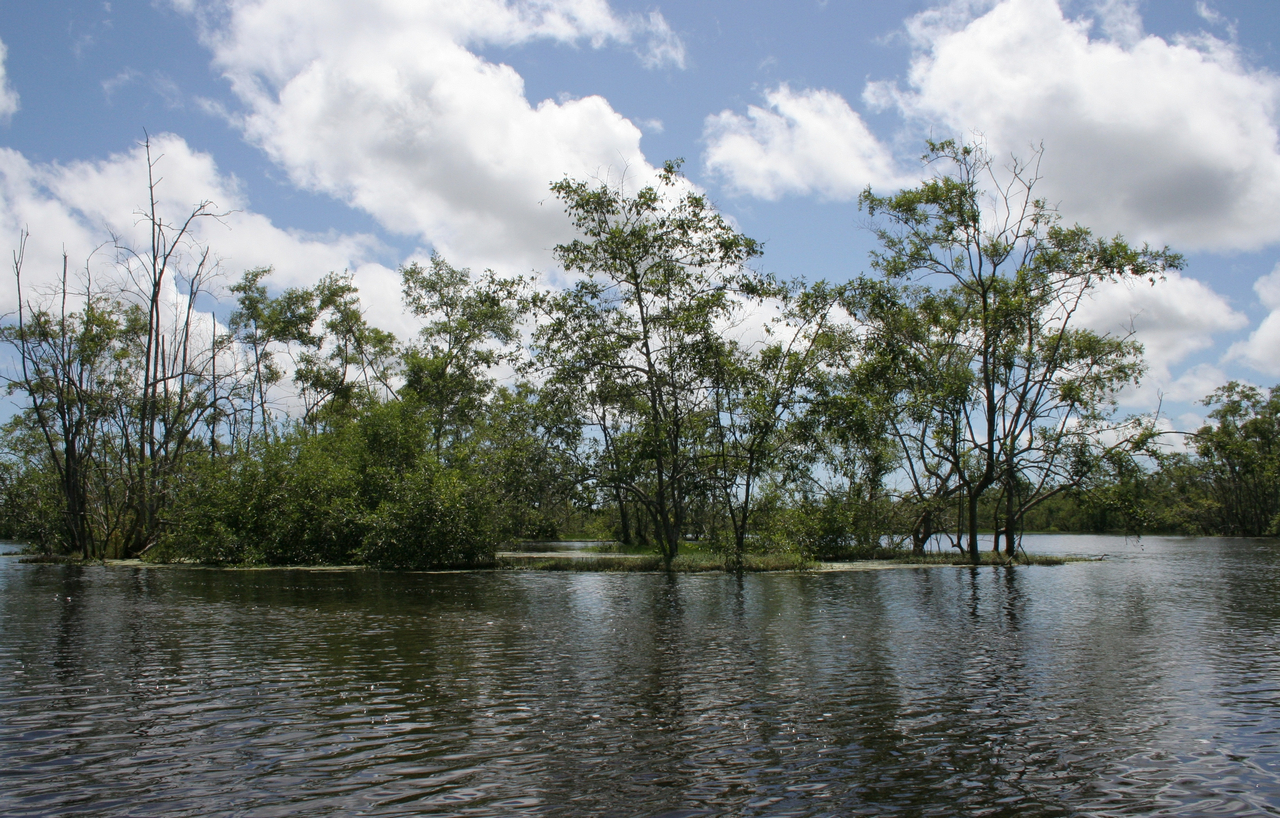
Las namorzynowy na obszarze Bigi Pan

Obszary chronione w Surinamie – obejmuje 13 rezerwatów przyrody oraz 1 obszar chronionego krajobrazu. W 2020 roku, tereny objęte ochroną stanowiły 14,5% powierzchni państwa.  

## Rezerwaty przyrody
| Lp.               | Nazwa              | Dystrykt        | Rok utworzenia | Powierzchnia (km2) |
| ----------------- | ------------------ | --------------- | -------------- | ------------------ |
| 1                 | Brinckheuvel       | Brokopondo      | 1961           | 60                 |
| 2                 | Coppename Monding  | Saramacca       | 1961           | 120                |
| 3                 | Wia Wia            | Marowijne       | 1966           | 360                |
| 4                 | Galibi             | Marowijne       | 1969           | 40                 |
| 5                 | Boven Coesewijne   | Para, Saramacca | 1986           | 270                |
| 6                 | Peruvia            | Coronie         | 1986           | 310                |
| 7                 | Sawanna Sipaliwini | Sipaliwini      | 1972           | 1000               |
| 8                 | Wanekreek          | Marowijne       | 1986           | 450                |
| 8                 | Copi               | Para            | 1986           | 180                |
| 9                 | Środkowy Surinam   | Sipaliwini      | 1998           | 16000              |
| 10                | Hertenrits         | Nickerie        | 1972           | 1                  |
| [ 2 ] [ 3 ] [ 4 ] |                    |                 |                |                    |

## Obszary zarządzania specjalnego
| Lp.               | Nazwa            | Dystrykt  | Rok utworzenia | Powierzchnia (km2) |
| ----------------- | ---------------- | --------- | -------------- | ------------------ |
| 1                 | Bigi Pan         | Nickerie  | 1987           | 679                |
| 2                 | Noord Saramacca  | Saramacca | 2001           | 884                |
| 3                 | Noord Commewijne | Marowijne | 2002           | 615                |
| [ 2 ] [ 3 ] [ 4 ] |                  |           |                |                    |

## Obszar chronionego krajobrazu
| Lp. | Nazwa      | Dystrykt   | Rok utworzenia | Powierzchnia (km2) |
| --- | ---------- | ---------- | -------------- | ------------------ |
| 1   | Brownsberg | Brokopondo | 1961           | 60                 |